# Steve Smith (musiker)
 For alternative betydninger, se Steve Smith. (Se også artikler, som begynder med Steve Smith)
Steven Bruce "Steve" Smith (21 august 1954 i Whitman Massachusetts USA) er en amerikansk trommeslager. 
Han spillede trommer på det sidste af de oprindelige albums fra bandet Focus kaldet Focus con Proby. Smith blev kendt i rock-gruppen Journey hvor han var med fra 1978-1985. Han slog siden over i fusionsjazzen, og spillede med blandt andre Jean Luc Ponty og gruppen Steps Ahead. 
Smith var med til at danne fusionsgruppen Vital Information, som lavede plader i 1980'erne og 1990'erne. Han har indspillet med Mike Mainieri, Randy Brecker, Mike Stern, Mariah Carey, Steps Ahead, Vital Information, Buddy´s Buddies og Journey.
Han var i 1990'erne med til at hylde Buddy Rich efter dennes død, ved koncerter og indspilninger med Rich's big band som solist. 

## Eksterne kilder og henvisninger
- Website

- http://www.drummerworld.com/drummers/Steve_Smith.html

1. ↑  Navnet er anført på engelsk og stammer fra Wikidata hvor navnet endnu ikke findes på dansk.